# Maestri Scultori
Maestri Scultori è una casa d'arte fondata nel 2001 da Omar Ricciardi, professore di scultura presso la Facoltà di arte dell'Università nazionale di Cuyo a Mendoza, in Argentina, e membro onorario dell'Accademia nazionale di belle arti (ANBA).
Il laboratorio d'arte è specializzato nella riproduzione di sculture storiche, attraverso lo sviluppo di un unico stucco che si inserisce in continuità dell'insegnamento tradizionale della scagliola.

## La vocazione
La vocazione dei Maestri Scultori è quello di promuovere tutti gli aspetti fondamentali della scultura. Questi artigiani sono parte dei fornitori di istituzioni pubbliche d'Italia e d'Europa come Musei capitolini di Roma e il British Museum di Londra.

## Tecnica e materiali

### La formatura
La formatura è l'arte di riprodurre le stesse opere scultoree originali o le creazioni dei laboratori.
L'uso della formatura è antichissimo, si trovano testimonianze della tecnica ‘'a forma persa'’ in alcuni passi biblici, e, risalgono agli egizi i primi stampi per modellare piccole figure di divinità.
Lo stampo è lo strumento primario per l'artista. Quando si progetta uno stampo in serie, la formatrice statuaria definisce il metodo così come l'uso dei materiali necessari alla realizzazione del opera richiesto.

### Lo stucco
Lo stucco di marmo è la perfetta imitazione del marmo naturale. Sviluppato dai maestri del Rinascimento italiano, lo stucco afferma rapidamente all'inizio del Seicento in Italia, Germania e Impero austro-ungarico.
Il costo era inferiore a quello della pietra naturale ed decorate superfici non possono essere lavorate con marmo. Con la tecnica conosciuta come scagliola (dall'italiano ‘'Scaglia'’), sviluppato dall'ingegnere Guido Fassi (1584-1649), lo stucco imita perfettamente reale dura pietra e intarsi marmorei. Sono questi complessi intarsi chiamati spagliola, anche per un occhio allenato, difficile da distinguere da un vero e proprio lavoro di tagliapietre.

## Famosi restauri, mostre e titoli onorari
- Restauro di un busto di Napoleone Bonaparte a Cesare, attribuita al Canova, 1804 2003
- Premio della manifestazione comunale delle arti visive, Museo Eduardo Sivori, Buenos Aires, Argentina 2004
- Restauro di un frammento di un busto marmoreo di un cavallo rampante identificato nella scuola greca di Fidia (V secolo A.C. - C) ed esposti al Britsh Museum di Londra 2005
- Salone Internazionale delle Arti, Museum of modern art, Londra (2005)
- Restauro di Ganimede, artwork di Laviron 1685, rampa a nord del giardino della Reggia di Versailles 2007
- Restauro del Palazzo Ducale, Venezia 2010
- Gran Premio di onore dell'esposizione nazionale di belle arti, Argentina (2010)
- Restauro del memoriale della regina Vittoria a Buckingham Palace 2012
- Restauro di Eros e Psiche, Orangerie del Buckinghamshire 2013